# Dopefish
De Dopefish ("dope" is hier een referentie aan “stompzinnigheid”, niet naar drugs) is een fictieve vis die dienstdoet als vijand in het vierde Commander Keen-computerspel, Secret of the Oracle uit 1991. Hij verscheen in dit spel alleen in het level The Well of Wishes. Het personage is sindsdien echter een eigen leven gaan leiden als een interne grap in veel pc-spellen.

## Beschrijving
De Dopefish is een grote groene vis met knaagdiertanden. Hij wordt in het “help” menu van Keen 4 beschreven als het "op een na domste wezen in het universum" (een referentie aan het Ravenous Bugblatter Beast of Traal uit The Hitchhiker's Guide to the Galaxy, die het domste wezen uit het universum is). De gedachten van het dier gaan niet verder dan "swim swim hungry, swim swim hungry". Hoewel de Dopefish een alleseter is, geeft hij de voorkeur aan helden. Bedenker  Tom Hall gaf de Dopefish later ook de valse wetenschappelijke benaming Pisces swimeatus.

## Geschiedenis
Tom Hall bedacht de Dopefish als een van 24 potentiële personages voor Keen 4. Volgens eigen zeggen tekende hij gewoon een domme kleine vis. Apogees webbeheerder Joe Siegler werd meteen de grootste fan van het dier en richtte zelfs een website gewijd aan de Dopefish op. Siegler deed ook de “stem” van de Dopefish: een grote boer die te horen is als Keen wordt opgegeten.

## De Dopefish in computerspellen

### Verschijningen
De Commander Keen-spellen en de fanspellen staan niet genoemd. In de onderstaande spellen komen afbeeldingen van de Dopefish in verschillende vormen en maten voor, vaak voorzien van de tekst "Dopefish lives!"
- Wacky Wheels
- Quake
- Quake II
- Quake III Arena
- Ion Fury
- Amid Evil
- Battlezone
- Daikatana
- Anachronox
- Deus Ex: Human Revolution
- Max Payne
- Hyperspace Delivery Boy!'
- Hitman 2: Silent Assassin
- Red Faction
- SuperTux
- Congo Cube
- Eternal Daughter
- Portal
- Psychonauts
- Rage
- SiN
- SiN Episodes: Emergence
- Fortress Forever
- Sven Co-op
- Dystopia
- Fortress Forever
- Voxelstein 3D
- Jailbreak Source
- Escaped From The Underdark: Archipelago
- Flash-DooM 2D
- Charlie Brooker's Gameswipe
- Warsow
- Rocketbirds
- Warhammer Online: Age of Reckoning
- Alan Wake
- Nightmare Reaper
- Ultrakill